# Domokos László (közgazdász)
Domokos László (Békéscsaba, 1965. február 26. –) magyar közgazdász, az Állami Számvevőszék elnöke (2011–2022), 2011–2022 között a Költségvetési Tanács tagja. 1998 és 2010 között az Országgyűlés tagja (Fidesz), 1998-2002, illetve 2006-2010 között a Békés megyei közgyűlés elnöke.

## Tanulmányai
A békéscsabai Rózsa Ferenc Gimnáziumban érettségizett 1983-ban. 1988-ban a pécsi Janus Pannonius Tudományegyetem Közgazdaságtudományi Karán okleveles közgazdászként fejezte be tanulmányait. 1991-ben a Budapesti Közgazdaságtudományi és Államigazgatási Egyetem Továbbképző Intézetében szakközgazdász diplomát szerzett. Szervezetfejlesztő, stratégiai tervezői gyakorlattal is rendelkezik.
Angolból és oroszból alapfokú, „C” típusú nyelvvizsgával rendelkezik.

## Munkahelyek és közéleti szerepvállalás
1988-1990 között a Békés Megyei Univerzál Kereskedelmi Vállalat osztályvezetője. 1990-1994 között Békéscsaba Megyei Jogú Város Önkormányzati Hivatalának gazdasági ügyekért felelős alpolgármestere. Az 1994-es önkormányzati választásokon bejutott Békéscsaba képviselő-testületébe, ahol a Pénzügyi Ellenőrzési Bizottság elnöki tisztségét töltötte be, illetve tagja lett a Békés Megyei Képviselő-testületnek, ahol frakcióvezető volt. 1995 és 1998 között költségvetési szervek és vállalatok gazdasági tanácsadója. 1998 és 2010 között négyszer választották meg országgyűlési képviselőnek Szarvas és térsége választókörzetben.
1998-2002 között a Fidesz parlamenti frakciójának frakcióvezető-helyettese, a gazdasági kabinet vezetője. 2001 és 2006 között a Magyar Országgyűlés Költségvetési és Pénzügyi Bizottságának alelnöke. 2006 és 2010 között a Magyar Országgyűlés Költségvetési, Pénzügyi és Számvevőszéki Bizottságának alelnöke.
1998-2002, illetve 2006-2010 között a Békés Megyei Önkormányzat Közgyűlésének elnöke volt. 2002 és 2006 között a Békés Megyei Önkormányzat Gazdasági és Környezetgazdálkodási Bizottság elnöke.
1991 és 2010 között a Fidesz tagja. 1992 és 1994 között a Fidesz Békés megyei, valamint az országos választmány tagja, 1996-tól 2010-ig a Békés Megyei Területi Választmány elnöke.
Az Országgyűlés 2010. július 5-ei hatállyal választotta meg az Állami Számvevőszék elnökének, amely tisztséget 2022-ig viselt. Ekkor valamennyi politikai tagságáról lemondott. Választókerületében utóda Dankó Béla (Fidesz) lett. 2010 óta a Pénzügyi Szemle folyóirat Archiválva 2005. február 7-i dátummal a Wayback Machine-ben szerkesztőbizottságának elnöke, 2011 óta a Magyar Pénzügyi - Gazdasági Ellenőrök Közhasznú Egyesülete (MPGEKE) elnöke.

## Az Állami Számvevőszék élén (2011–2022)
Domokos László az intézmény elnökeként jelentősen megújította az Állami Számvevőszék működését. Az Állami Számvevőszék 2011 januárjára készítette el középtávú Stratégiáját, és ebben az évben megkezdődött a szervezet átalakítása is, melynek részeként az ÁSZ bevezette a projektelvű munkavégzést, mátrixszervezetet alakított ki, és a munkaerő kompetenciaalapú besorolására is sor került. A megújulás részeként új ellenőrzés-tervezési rendszert épített ki a Számvevőszék, amely immár kockázatelemzéssel választja ki az ellenőrzési területeket és az ellenőrzött intézményeket.
Domokos László elnöki mandátumának második évében az Országgyűlés új számvevőszéki törvényt fogadott el. Ez volt az új Alaptörvény elfogadását követően megtárgyalt és ratifikált első sarkalatos törvény. A 2011. július 1-jén hatályba lépett jogszabály együttműködési és intézkedési kötelmet ír elő az ellenőrzötteknek, amivel „véget vetett a következmények nélküli ellenőrzések korszakának”. A jogszabály ezen felül számos olyan passzust tartalmaz, amely érezhetően megerősítette a számvevőszéki függetlenséget, és deklarálta, hogy az összes számvevőszéki jelentés nyilvános.
Az Alaptörvény előírása szerint az Állami Számvevőszék elnöke egyben a Költségvetési Tanács tagja. A Költségvetési Tanácsnak 2012-től vétójoga van a költségvetési törvényalkotással kapcsolatban, a jogszabály ugyanis ezt a testületet bízta meg azzal, hogy őrködjön az államadósság-szabály betartása fölött. A Tanácson belül az Állami Számvevőszék elnöke nem az ÁSZ nevében, hanem személyesen hozza meg döntését, az ÁSZ elemzéseikkel, tanulmányaikkal segítik a Költségvetési Tanács tagjait.
Domokos László, az Állami Számvevőszék elnökeként 2011 novemberében közös nyilatkozatot írt alá a korrupció elleni küzdelemben való együttműködésről a Közigazgatási és Igazságügyi Minisztériummal, a Legfelsőbb Bírósággal (Kúria), valamint a Legfőbb Ügyésszel.

## Vitatott pénzfelhasználása
1998 és 2010 között mintegy 15 000 000 forintnyi lakhatási támogatást vett fel, annak ellenére, hogy mind Budapesten, mind a választókerületének közelében saját lakással rendelkezett. A támogatást saját bevallása szerint sem lakásbérlésre, hanem egyéb dolgokra költötte. Hogy konkrétan mire, azt nem árulta el.

## Magánélet
Nős, egy leánygyermeke van.